# استفان زابو
استفان زابو (بالمجرية: Szabó István)‏ (و. 1938 – م) هو مخرج سينمائي، وكاتِب، وكاتب سيناريو من المجر. ولد في بودابست.

## جوائز
حصل على جوائز منها:
- جائزة كوشوت [الإنجليزية]‏
- جائزة بيلا بالاش  [لغات أخرى]‏.

## وصلات خارجية
- استفان زابو على موقع IMDb (الإنجليزية)
- استفان زابو على موقع روتن توميتوز (الإنجليزية)
- استفان زابو على موقع مونزينجر (الألمانية)
- استفان زابو على موقع ألو سيني (الفرنسية)
- استفان زابو على موقع تيرنر كلاسيك موفيز (الإنجليزية)
- استفان زابو على موقع أول موفي (الإنجليزية)
- استفان زابو على موقع قاعدة بيانات الأفلام السويدية (السويدية)
- استفان زابو على موقع إن إن دي بي (الإنجليزية)
- استفان زابو على موقع قاعدة بيانات الفيلم (الإنجليزية)
- استفان زابو على موقع كينوبويسك (الروسية)